# Larnite
La larnite (simbolo IMA: Lrn) è un minerale raro della classe dei minerali "silicati e germanati" con la composizione chimica β-Ca2[SiO4] e quindi chimicamente un silicato di calcio.
La larnite (nota anche come belite) è conosciuta nell'industria del cemento come prodotto artificiale con proprietà idrauliche.

## Etimologia e storia
La larnite è stata scoperta per la prima volta a Scawt Hill, vicino alla città di Larne, nella contea di Antrim, nell'Irlanda del Nord. Fu descritto per la prima volta nel 1929 da Cecil Edgar Tilley, che chiamò il minerale in base alla sua località tipo.

## Classificazione
Già nell'obsoleta 8ª edizione della sistematica minerale secondo Strunz, la larnite apparteneva alla classe minerale dei "silicati e germanati" e lì alla sottoclasse dei "nesosilicati", dove insieme a bredigite e calcio-olivina formava il "gruppo Ca2SiO4" con il sistema nº VIII/A.05.
Nella Sistematica dei lapis (Lapis-Systematik) di Stefan Weiß che, per rispetto verso i collezionisti privati e le collezioni istituzionali, segue ancora questa classificazione classica di Strunz, il minerale è stato indicato con il numero di sistema e minerale VIII/A.07-30. In questa sistematica ciò corrisponde alla classe dei "Nesosilicati con gruppi [SiO4]", dove la larnite forma un gruppo indipendente, ma senza nome, insieme a bredigite, calcio-olivina, flamite e merwinite (a partire dal 2018).
Anche la 9ª edizione della sistematica minerale di Strunz, valida dal 2001 e aggiornata dall'Associazione Mineralogica Internazionale (IMA) fino al 2024, classifica la larnite nella sezione dei "nesosilicati". Tuttavia, questa è ulteriormente suddiviso in base all'eventuale presenza di anioni aggiuntivi e alla struttura cristallina, in modo che il minerale possa essere classificato in base alla sua composizione e struttura nella suddivisione "9.AD Nesosilicati senza anioni aggiuntivi; cationi in coordinazione [6] e/o maggiore", dove è l'unico membro del gruppo senza nome 9.AD.05.
Pure la classificazione dei minerali Dana, utilizzata principalmente nel mondo anglosassone, classifica la larnite nella sezione dei "silicati e germanati" e lì nella sottosezione dei "minerali nesosilicati". Qui è l'unico membro del gruppo senza nome 51.05.01 all'interno della suddivisione "Nesosilicati: gruppi SiO4 solo con cationi in coordinazione [6] e/o maggiore".

## Chimica
La composizione teorica idealizzata della larnite Ca2[SiO4] è costituita per il 46,54% da calcio (Ca), per il 16,31% da silicio (Si) e per il 37,16% da ossigeno (O).
L'analisi chimica dei campioni di minerali provenienti dalla località di Scawt Hill ha anche rivelato bassi livelli di alluminio (1,12% - ossido di alluminio), ferro (0,64% ossido di ferro), magnesio (0,69% ossido di magnesio) e carbonio (0,82% diossido di carbonio), indicando bassi livelli di contaminazione dei campioni con il minerale spurrite (Ca5[CO3|(SiO4)2]) e spinello.

## Abito cristallino
La larnite cristallizza monoclinicamente nel gruppo spaziale P21/n (gruppo nº 14, posizione 2) con le costanti di reticolo a = 5.50 Å, b = 6.74 Å, c = 9.30 Å e β = 94.6° e con 4 unità di formula per cella unitaria.
La struttura cristallina della larnite è costituita da poliedri di Ca che sono collegati tra loro da superfici comuni e formano catene parallele [010] e [101]. Queste catene sono collegate a tetraedri isolati di SiO4 tramite bordi condivisi.
Di solito si trova solo sotto forma di grani incarniti e irregolari e aggregati minerali granulari o massicci. Raramente, la larnite sviluppa anche cristalli tabulari.

## Proprietà
La larnite si dissolve lentamente in acqua, formando idrossido di calcio (Ca(OH)2). La soluzione risultante è alcalina e di conseguenza la cartina tornasole rossa bagnata diventa blu. L'acido cloridrico diluito (HCl) decompone facilmente il minerale senza schiumare, per cui non si dissolve, ma viene gelificato.

## Modificazioni
Finora sono note quattro modificazioni della larnite, dipendenti dalla temperatura, due delle quali sono riconosciute come minerali:
1. α-Ca2[SiO4]; appartiene al sistema ortorombico-dipiramidale ed è stabile fino a 725 °C
2. β-Ca2[SiO4]; appartiene al sistema monoclino ed è stabile da 725 a 1450 °C. È la composizione della larnite.
3. δ-Ca2[SiO4]; appartiene al sistema ortorombico-dipiramidale ed è metastabile sopra i 750 °C
4. γ-Ca2[SiO4]; appartiene al sistema ditrigonale-scalenoedrico stabile sopra i 1450 °C[14]

Il polimorfismo della larnite fu studiato per la prima volta nel 1882 da Henri Le Châtelier nel clinker di cemento Portland.

## Origine e giacitura
Nella sua località tipo a Scawt Hill nell'Irlanda del Nord, la larnite si è formata nell'area di contatto tra roccia calcarea o dolomitica e diabase intrusiva. Le rocce di questa zona di contatto sono state descritte da G. C. Gough già nel 1907, ma secondo Tilley, il suo resoconto era in gran parte imperfetto. Tuttavia, le figure incluse nel saggio di Gough erano adatte alla reinterpretazione. Esiste quindi una notevole gamma di tipi di rocce e minerali. Si tratta principalmente di sperrite, larnite, melilite (gehlenite), merwinite e spinello. Altri minerali associati a questo sito includono perovskite e wollastonite.
Nella mineralizzazione metamorfica di contatto di Tokatoka nel distretto di Kaipara dell'Isola del Nord della Nuova Zelanda, sono state aggiunte idrogrossularia, kilchoanite, rankinite e scawtite come compagni aggiuntivi.
Nella formazione rocciosa nota come "Formazione Hatrurim" o "Bacino di Hatrurim" nella parte israeliana del deserto del Negev, che assomiglia al cemento di Portland mescolato con calcare bituminoso, marmo e calcare impuro, sono stati scoperti brownmillerite, grossite e minerali del supergruppo della mayenite, oltre a larnite, spurrite e melilite.
La larnite è stata rilevata come una formazione minerale rara solo in pochi siti, con circa 50 documentati fino al 2019. Oltre alla sua località tipo, Scawt Hill, il minerale è stato trovato in Irlanda del Nord nelle rocce metamorfiche di contatto dell'insediamento di Ballycraigy, anche vicino a Larne, e nei basalti (olivina-dolerite) vicino a Carneal vicino a Glenoe nella contea di Antrim. Inoltre, la larnite nel Regno Unito è conosciuta solo nelle Highlands scozzesi (Ardnamurchan, Isola di Muck) e nel Consiglio di Argyll e Bute (Isola di Mull).
In Germania, la larnite è stata finora scoperta solo nell'Ettringer Bellerberg e nel Mayener Grubenfeld (Seekante) nel distretto di Mayen-Koblenz, nonché nell'Emmelberg vicino a Üdersdorf nell'Eifel vulcanico.
Finora, l'unico sito noto in Austria è una cava di basalto vicino a Klöch in Stiria.
Altri siti includono Danimarca, Francia, Groenlandia, Italia, Giordania, Canada, Kazakistan, Palestina, Romania, Russia, Spagna, Ossezia del Sud, Tanzania, Turchia, Ucraina, Stati Uniti e Africa centrale.

## Forma in cui si presenta in natura
In forma pura, così come in strati sottili, i cristalli di larnite sono incolori e trasparenti con una brillantezza simile al vetro sulle superfici. Tuttavia, a causa della rifrazione multipla della luce dovuta a difetti reticolari o alla formazione policristallina, può anche essere bianco traslucido e assumere un colore grigio a causa di mescolanze estranee.